# Marquesado de Eslava
El marquesado de Eslava es un título nobiliario español con grandeza de España. Fue creado con dicha grandeza por el rey Alfonso XIII, mediante Real Decreto del 22 de junio de 1927 y Real Despacho del 6 de septiembre siguiente, en favor de su prima carnal María de la Fuencisla Bernaldo de Quirós y Muñoz, condesa consorte de Guenduláin, dama de la reina Victoria Eugenia y de la Orden de María Luisa.
La concesionaria era hija del diplomático José María Bernaldo de Quirós y González de Cienfuegos, VII marqués de Campo Sagrado, y de María Cristina Muñoz y Borbón, su mujer, I marquesa de la Isabela y I vizcondesa de la Dehesilla. Su padre fue diputado a Cortes, senador, ministro plenipotenciario en San Petersburgo, Constantinopla y Atenas; caballero gran cruz de Carlos III, maestrante de Granada y gentilhombre de cámara de S.M. Y su madre era hermana uterina de la reina Isabel II, hija de la reina gobernadora María Cristina de Borbón-Dos Sicilias —viuda que fue de su tío el rey Fernando VII—, y de Agustín Fernando Muñoz y Sánchez, su segundo marido, I duque de Riánsares, caballero del Toisón de Oro.
La denominación de este marquesado hace referencia a la villa y municipio navarro de Eslava, en la merindad de Sangüesa, que durante siglos fue señorío de los condes de Guenduláin.

## Lista de marqueses de Eslava
|                           | Titular                                          | Periodo                   |
| Creación por Alfonso XIII | Creación por Alfonso XIII                        | Creación por Alfonso XIII |
| ------------------------- | ------------------------------------------------ | ------------------------- |
| I                         | María de la Fuencisla Bernaldo de Quirós y Muñoz | 1927-1931                 |
| II                        | María del Pilar Mencos y del Arco                | 1948-1978                 |
| III                       | Luis Fernando Londáiz y Mencos                   | 1978-2020                 |
| IV                        | Isabel Londáiz y Mencos                          | 2021-actual titular       |

## Historia de los marqueses de Eslava

Escudo de la villa y municipio navarro de Eslava, de donde fueron señores los condes de Guenduláin, después marqueses de Eslava

- María de la Fuencisla Bernaldo de Quirós y Muñoz (Hyères (Francia), 18 de diciembre de 1863-San Sebastián el 20 de octubre de 1931), I marquesa de Eslava, grande de España, dama de la reina Victoria Eugenia y de la Orden de María Luisa.[2][3]

Casó en el Palacio Real de Madrid el 19 de junio de 1884 con Joaquín María Mencos y Ezpeleta (Pamplona, 10 de julio de 1851-ibid. 22 de noviembre de 1936), IX conde de Guenduláin y VI del Vado, V marqués de la Real Defensa, X barón de Bigüezal, grande de España, senador por derecho propio, caballero de la Orden de Malta, collar de la de Carlos III, maestrante de Zaragoza, académico de la Real de Bellas Artes de San Fernando, gentilhombre de cámara del rey Alfonso XIII con ejercicio y servidumbre.
Procrearon cinco hijos:
- María de las Mercedes Mencos y Bernaldo de Quirós (1885-1969), que casó el 5 de mayo de 1916 con José María Álvarez de Toledo y Samaniego (1881-1950), XI conde de la Ventosa, general de Caballería, grandes cruces de San Hermenegildo y del Mérito Militar, notable fotógrafo aficionado, presidente de la Real Sociedad Fotográfica. Con sucesión.
- Isabel Mencos y Bernaldo de Quirós (1887-1975), mujer de Diego Chico de Guzmán y Chico de Guzmán (1873-1944), IV conde de la Real Piedad, caballero de Santiago. Con posteridad.
- Joaquín Ignacio Mencos y Bernaldo de Quirós, que sigue.
- Tiburcio Mencos y Bernaldo de Quirós (1891-1969), VI marqués de la Real Defensa, marido de Isabel Doussinague y Brunet (1907-1974). Con prole.
- Francisco Javier Mencos y Bernaldo de Quirós (1895-1961), marqués de las Navas de Navarra, que casó en Sevilla con María de las Mercedes Guajardo-Fajardo y Venegas (1899-1987). Con descendencia.

En 1935, por acuerdo de la Diputación de la Grandeza, sucedió su hijo: 
- Joaquín Ignacio Mencos y Bernaldo de Quirós (Pamplona, 27 de agosto de 1888-Toledo, 12 de julio de 1968), X conde de Guenduláin, VII del Vado, XI barón de Bigüezal, grande de España. Fue llamado «II marqués de Eslava» desde 1935 hasta que renunció a este título en favor de su hija en 1948, poco antes del restablecimiento en España de la legislación nobiliaria. No llegó a obtener, por tanto, la preceptiva convalidación de la «sucesión» acordada a su favor por la Diputación de la Grandeza, y no fue poseedor legal de la merced.

Casó en Madrid el 12 de mayo de 1915 con María del Pilar del Arco y Cubas (Madrid, 11 de enero de 1897-Pamplona, 10 de febrero de 1986), hija de Luis del Arco y Vizmanos, II conde de Arcentales, y de María del Consuelo de Cubas y Erice, su mujer, condesa de Santa María de Sisla (título pontificio), y nieta materna del famoso arquitecto Francisco de Cubas y González-Montes, I marqués de Cubas  (también pontificio) y I marqués de Fontalba, grande de España. Tuvieron por unigénita a la que sigue.
Por renuncia, acuerdo de la Diputación de la Grandeza de 1948, Decreto de convalidación del 16 de febrero de 1951, y carta del 13 de mayo del mismo año, sucedió su hija única:
- María del Pilar Mencos y del Arco (Madrid, 22 de abril de 1919-16 de marzo de 2003), II marquesa de Eslava,[2] XI condesa de Guenduláin, VIII condesa del Vado y XII baronesa de Bigüezal, dos veces grande de España.

Casó con Rafael Londáiz y de la Plaza, que nació en San Sebastián. De este matrimonio tuvo cuatro hijos, entre los que hizo distribución legal de sus títulos. En el marquesado de Eslava le sucedió su hijo:
- Luis Fernando Londáiz y Mencos (Pamplona, 25 de septiembre de 1955-Madrid, 29 de octubre de 2020),[6] III marqués de Eslava, grande de España.[7]

Casó con María de los Dolores Saiz y Luca de Tena. Le sucedió su hermana:
- Isabel Londáiz y Mencos, IV marquesa de Eslava, grande de España.[8]